# 연제부창
연제부창(攣鞮富昌, ? ~ 기원전 32년)은 전한 말기의 제후이다. 아버지 선현전은 거리선우의 동생으로, 전한에 투항하여 귀덕후(歸德侯)에 봉해졌다.

## 행적
경녕 원년(기원전 33년), 아버지의 뒤를 이어 귀덕후에 봉해졌다.
귀덕양후 2년(기원전 32년)에 죽어 시호를 양(煬)이라 하였고, 아들 연제풍이 작위를 이었다.

## 출전
- 반고, 《한서》 권17 경무소선원성공신표

| 선대 아버지 귀덕정후 연제선현전 | 전한의 귀덕후 기원전 34년 ~ 기원전 33년 | 후대 아들 연제풍 |